# Matična mliječ
Matična mliječ je lučevina medonosnih pčela koja se koristi kao hrana ličinki. Luči se iz hipofaringealnih žlijezdi u glavama mladih radilica, te se koristi (s ostalim supstancama) za hranjenje ličinaka u koloniji. Uz to, ako se javi potreba za maticom, izabrana ličinka će dobivati velike količine matične mliječi kao jedini izvor hrane prva četiri dana svoga rasta. Ovo brzo, rano hranjenje aktivira razvoj matičine morfologije, što uključuje i potpuno razvijene jajnike koji su potrebni za polaganje jajašaca.
Sve ličinke u koloniji se hrane s matičnom mliječi, ali ju odrasle pčele uopće ne konzumiraju.

## Uzgoj
Matična mliječ se proizvodi u stimulirajućim kolonijama s pomičnim okvirima košnicama za proizvodnju matica. Matična mliječ se sakuplja sa svake individualne matičine ćelije (saće) kada su matičine ličinke stare oko četiri dana. Ona se sakuplja iz matičnih ćelija jer su one jedine ćelije u kojima su velike količine deponirane; kada se ličinke koje će odrasti u radilice hrane matičnom mliječi, onda se njima hrane direktno, tako da je one konzumiraju kako se proizvodi, dok se ćelije ličinaka koje će odrasti u matice "skladište" s matičnom mliječi puno brže nego što je ličinke mogu konzumirati. Stoga, samo u matičinim ćelijama je praktično sakupljati matičnu mliječ.
Dobro upravljana košnica za vrijeme sezone od 5 do 6 mjeseci može proizvesti oko 500 g matične mliječi. Budući da je matična mliječ kvarljiv proizvod proizvođači moraju imati neposredan pristup prikladnom rashladnom skladištu (npr.: kućanski hladnjak ili zamrzivač) u koje se matična mliječ sprema do prodaje ili prenosa u sabirni centar. Ponekad se med ili pčelinji vosak dodaju u matičnu mliječ, za koje se smatra da pomažu u njezinom očuvanju.

## Sastav
Matična mliječ se sakuplja i prodaje kao dodatak prehrani zbog različitih zdravstvenih blagodati njezinih sastojaka, poput vitamina B-kompleksa (pantotenska kiselina ili vitamin B5 i piridoksin ili vitamin B6). Matična mliječ sadržava 67% vode, 12.5% sirovih bjelančevina (uključujući i malu količinu različitih aminokiselina), 11% jednostavnih šećera (monosaharidi), relativno visoku količinu (5%) masnih kiselina, mnoge minerale u tragovima, neke enzime, antibakterijske i antibiotske sastojke te vitamin C ili askorbinsku kiselinu u tragovima. Ne sadržava vitamine topljive u mastima (A, D, E i K).

## Epigenetski efekti
Dokazano je da pčele radilice i matica imaju potpuno isti genom, te da je promjena u maticu u potpunosti prouzročena zbog epigenetike. Mehanizam djelovanja matične mliječi se pokazao kao utišivanje metilacijskih puteva DNK. U istraživanju Kucharski et al., određeni metiltranserazni gen, Dmnt3 (DNK citozin-5-metiltransderaza-3), koji dodaje nove metil oznake na DNK nizove, je bio utišan u ličinaka koje su se nedavno pojavile. 72% ovih ličinaka su pokazale ekspresiju sličnu matičinim, s potpuno razvijenim jajnicima. Još nije u potpunosti poznato koja tvar u matičnoj mliječi prouzrokuje ovo utišavanje.

## Upotreba
Matična mliječ se smatra mogućim imunomodulacijskim sredstvom kod Gravesove bolesti. Također se smatra da stimulira rast glija stanica te neuronskih matičnih stanica u mozgu. Do danas, postoje preliminarni dokazi kako bi mogla sudjelovati u smanjenju kolesterola, imati protuupalne učinke, liječiti rane, te imati antibiotske efekte, iako su posljednja tri od ovih efekata teško ostvariva ako se unosi kroz usta (zbog uništenja tvari tijekom probave, ili neutralizacijom promjenom pH). Također postoje preliminarni eksperimenti (na stanicama i laboratorijskim životinjama) prema kojima bi matična mliječ mogla imati utjecaja i na neke druge bolesti, iako nema čvrstih dokaza za te tvrdnje, pa će biti potrebni daljnji eksperimenti i procjene za dokazivanje bilo kakve koristi.
Matična mliječ se također može pronaći u nekim proizvodima za ljepotu.
Matična mliječ, u svome sirovom stanju, nakon što se izvadi iz košnice, bez konzumacije, može prouzročiti alergijske reakcije kod ljudi kada dođe u dodir s njihovom kožom ili dišnim sustavom kao što su osip, astma, ili čak i kobna anafilaksija. Incidenti alergijskih nuspojava kod ljudi koji konzumiraju matičnu mliječ nisu poznati, no ipak je sugerirano kako je rizik pojave alergije na matičnu mliječ veći kod ljudi koji već imaju poznate alergije.

## Vanjske poveznice
- Pčelarstvo.hr - internetske stranice sa svim obavijestima vezanim za pčelarstvo

### Ostali projekti
|  | Zajednički poslužitelj ima još gradiva o temi Matična mliječ |